# طرازخاکی
طرازخاکی، روستایی از توابع بخش قلندرآباد شهرستان فریمان در استان خراسان رضوی ایران است.برخورداری از شبکه مواصلاتی جاده‌ای، شبکه ارتباطی مخابرات، شبکه آب‌رسانی و گازرسانی و دیگر خدمات نمونه‌هایی از این قبیل‌امکانات روستا است.

## جمعیت
این روستا در دهستان قلندرآباد قرار دارد و براساس سرشماری مرکز آمار ایران در سال ۱۳۸۵، جمعیت آن ۱۲۶ نفر (۳۲خانوار) بوده‌است.